# Rosàcia (malaltia)
La rosàcia és una malaltia crònica inflamatòria que afecta la pell típicalment de la cara. Es caracteritza per envermelliment, grans, inflor i vasos sanguinis dilatats petits i superficials. Sovint, el nas, les galtes , el front i la barbeta són els més afectats. Pot provocar un nas vermell i engrandit en una malaltia greu, una afecció coneguda com a rinofima.
Es desconeix la causa de la rosàcia. Es creu que els factors de risc inclouen antecedents familiars de la malaltia. Els factors que poden empitjorar la condició inclouen calor, exercici, llum solar, fred, menjar picant, alcohol, menopausa, estrès o crema de cortisona a la cara. El diagnòstic es basa en els símptomes.
Encara que no es cura, el tractament acostuma a millorar els símptomes. El tractament sol ser amb metronidazol, doxiciclina, minociclina o tetraciclina. Quan els ulls estan afectats, les gotes per als ulls d'azitromicina poden ajudar. Altres tractaments amb benefici provisional inclouen la crema de brimonidina, la crema d'ivermectina i la isotretinoïna. En alguns casos la dermoabrasió  o cirurgia làser es poden utilitzar. Normalment es recomana l'ús de crema solar.
Anys enrere, era una condició estigmatitzada, ja que s'associava a l'abús d'alcohol i a conductes socialment reprovables. Avui dia encara es motiu d'estrès en les persones que la pateixen i pot provocar en elles trastorns psíquics, com ansietat i depressió.
Es veu predominantment en persones d'entre 30 i 50 anys, de pell clara i de països del nord d'Europa, sobretot d'Irlanda, o en els seus descendents.

## Símptomes
- Enrogiment freqüent de la cara (rubor facial, posar-se vermell). La majoria de l'enrogiment es troba al centre de la cara (el front, el nas, les galtes, i el mentó). També es pot tenir pruïja, ardor i un lleu edema.
- Telangièctasis, que són vasos sanguinis, de sota la pell, que s'han dilatat i es mostren com línies vermelles. Aquesta àrea de la pell pot estar una mica inflada, tèbia i enrogida.
- Descamació epitelial constant que apareix juntament amb grans a la pell. De vegades, aquests grans poden tenir pus (pústules). Els grans durs a la pell poden tornar-dolorosos més tard.
- Ulls i parpelles inflamats.
- Nas inflat. Algunes persones (predominantment homes) tenen el nas vermell, més gran i amb bonys. Aquesta condició s'anomena rinofima.[9] Els casos greus poden requerir tractament amb diverses tècniques de cirurgia estètica facial.[10]
- Pell engrossida. La pell del front, la barbeta, les galtes i altres àrees es poden posar més dures a causa de la rosàcia.

## Tipus
Existeixen quatre subtipus principals de rosàcia:
- Rosàcia eritematosa-telangièctasica. És la més freqüent (un 70% de tots els casos). En ella, la característica predominant és un eritema facial central rogenc i persistent. L'eritema pot afectar eventualment les zones perifèriques de la cara, les orelles, el coll i la regió superior del tòrax, però la pell periocular està sempre preservada. La presència de telangièctasis és un signe comú, tot i que no imprescindible per la diagnosi d'aquesta forma de rosàcia. Un estudi pilot en casos recalcitrants i refractaris a les teràpies convencionals d'aquest subtipus de rosàcia indica que la toxina botulínica podria ser un recurs addicional útil per tractar-los.[12] No és rar que la rosàcia estigui associada a una demodicosi per Demodex folliculorum i/o D. brevis, fet que empitjora el curs de la malaltia sigui quin sigui el seu subtipus.[13][14] Es creu que determinades proteïnes provinents del bacteri Bacillus oleronius (un microorganisme endosimbiòtic present al sistema digestiu d'aquests àcars sapròfits) actuen com a macromolècules antigèniques i condicionen en gran manera la resposta inflamatòria crònica pròpia de la rosàcia.[15][16]
- Rosàcia pàpulo-pustulosa. A més dels canvis eritematosos, s'observen petites protuberàncies vermelles (pàpules) a la cara, algunes -o moltes- d'elles plenes de pus.[17] En casos greus d'aquest subtipus de rosàcia, la ivermectina tòpica (crema 1%)[18] és una opció terapèutica efectiva, encara que no disminueix l'índex de recidives.[19]
- Rosàcia fimatosa. Provoca engruiximent de la pell amb prominència dels seus porus i formació de nodularitats dèrmiques de mida variable. La manifestació més coneguda d'aquest subtipus és el rinofima, però existeixen altres menys habituals, com el metofima (afecta el front), el blefarofima (les parpelles), el gnatofima (el mentó)[20] o l'otofima (les orelles).[21]
- Rosàcia ocular. La simptomatologia inicial de la rosàcia ocular és poc específica (ulls plorosos i enrogits, lleganyes, sensació de cos estrany ocular amb cremor o pruïja acompanyants). Quan la malaltia progressa, apareixen símptomes més importants: blefaritis, conjuntivitis, síndrome de l'ull sec, fotofòbia, lesions cornials, episcleritis/escleritis i telangièctasis a la conjuntiva i/o les parpelles. El desenvolupament de calazis o mussols és un fet usual. Algunes vegades s'acompanya d'edema palpebral persistent.[22] No existeix una prova diagnòstica particular per aquesta afecció i la diagnosi de rosàcia ocular es fonamenta en el judici clínic de l'oftalmòleg. El compromís dels ulls es veu en un 6-50% dels pacients afectats per rosàcia cutánea, però pot sorgir independentment de l'existència d'aquesta.[23] El tractament es basa en l'administració oral i tòpica de doxiciclina. En determinats casos d'evolució tòrpida amb ulceracions a la còrnia està indicada la cirurgia oftalmològica reparadora.[24]

L'actualització diagnòstica i patofisiològica publicada pel National Rosacea Society Expert Committee l'any 2017 classifica la rosàcia en dos grans grups fenotípics, amb eritema fix central al rostre i amb canvis fimatosos, simplificant així la seva tipologia. Algunes formes especials i infreqüents de rosàcia són la rosàcia fulminans (pioderma facial) i la malaltia de Morbihan.

## Factors desencadenants
- Calor (incloent-hi els banys d'aigua calenta).
- Exercicis intensos.
- Llum solar.
- Vent.
- Menjars i begudes calents o picants.[27]
- Prendre alcohol.[28]
- Menopausa.[29]
- Estrès.[30]
- Ús d'esteroides a la cara per molt temps.[31]
- Aplicació de productes cosmètics facials inadequats.[32]

## Tractament
El tipus de rosàcia que té una persona determina l'elecció del tractament. Els casos lleus sovint no es tracten en absolut, o simplement es cobreixen amb cosmètica normal.
La teràpia per al tractament de la rosàcia no és curativa, i es mesura millor en termes de reducció de la quantitat d'enrogiment facial i lesions inflamatòries, disminució del nombre, durada i intensitat de les erupcions i símptomes concomitants de picor, cremor i doloriment a la palpació. Les dues modalitats principals de tractament de la rosàcia són els antibiòtics tòpics i orals. La teràpia làser també s'ha classificat com una forma de tractament. Si bé els medicaments solen produir una remissió temporal de l'enrogiment en poques setmanes, l'envermelliment normalment torna poc després de suspendre el tractament. El tractament a llarg termini, generalment d'1 a 2 anys, pot donar lloc a un control permanent de la malaltia per a alguns pacients. Sovint és necessari un tractament per a tota la vida, encara que alguns casos es resolen al cap d'un temps i entren en una remissió permanent. Altres casos, si no es tracten, empitjoren amb el temps. Algunes persones també han notificat millors resultats després de canviar la dieta. Això no està confirmat per estudis mèdics, tot i que alguns estudis relacionen la producció d'histamina amb un brot de rosàcia.

### Medicaments
Els medicaments amb bona evidència inclouen cremes tòpiques d'ivermectina (Soolantra) i àcid azelaic i brimonidina, i doxiciclina i isotretinoïna per via oral. Menys evidències actuals recolzen l'ús de crema de metronidazole i la tetraciclina per via oral. Els antibiòtics isotretinoïna i tetraciclina, que es poden utilitzar en casos més greus de rosàcia inflamatòria, estan absolutament contraindicats en dones embarassades, que puguin quedar-se embarassades o alletant, ja que són altament teratogènics (associats amb defectes de naixement). L'anticoncepció és necessària per a les dones en edat de procrear que utilitzin aquests medicaments.
Es creu que el metronidazole actua mitjançant mecanismes antiinflamatoris, mentre que l'àcid azelaic disminueix la producció de catelicidina. Els antibiòtics orals de la classe de la tetraciclina com la doxiciclina, la minociclina i l'oxitetraciclina també s'utilitzen habitualment i es creu que redueixen les lesions papulopustulars mitjançant accions antiinflamatòries més que no pas per les seves capacitats antibacterianes.